# Détection de contenu généré par intelligence artificielle
La détection de contenu généré par intelligence artificielle a pour objectif de déterminer si certains contenus (texte, image, vidéo ou audio) ont été générés à l’aide de l'intelligence artificielle (IA).
Depuis 2023, les principaux exemples sont des logiciels comme GPTZero, qui affirment détecter si un texte a été écrit par l'intelligence artificielle et est parfois utilisé dans les établissements du supérieur pour empêcher le plagiat chez les étudiants. Cependant, la fiabilité de ces logiciels est un sujet de débat et des inquiétudes existent quant à une éventuelle mauvaise utilisation des logiciels de détection d’IA par les enseignants.

## Détection de texte
La détection de textes a généralement pour but de prévenir le plagiat présumé, souvent en détectant la répétition de mots comme indicateurs qu'un texte aurait été généré par l'IA (y compris les hallucinations de l'IA). Ils sont fréquemment utilisés par les enseignants lors de la notation de leurs élèves, habituellement de manière ponctuelle. À la suite de la sortie de ChatGPT et d'autres logiciels de génération de texte d’IA similaires, de nombreux établissements d’enseignement ont mis en place des politiques contre l’utilisation de l’IA par les étudiants. Des logiciels de détection de texte générés par l'IA sont également utilisés par les employeurs, ainsi que par les moteurs de recherche en ligne.
Les détecteurs actuels peuvent parfois être peu fiables : dans certains cas, ils vont marquer des textes écrits par un humain comme générés par l'IA,,, et dans d'autres, ils ne parviendront pas à détecter des textes générés par l'IA. Le MIT Technology Review a déclaré que la technologie « avait du mal à détecter des textes qui auraient été générés par ChatGPT puis légèrement réorganisés par des humains et obscurcis par un outil de paraphrase »[Quand ?]. 
Les logiciels de détection de texte généré par l'IA discriminent les locuteurs non anglophones.
Deux étudiants de l'Université de Californie à Davis ont failli être expulsés après que leurs professeurs ont scanné leurs essais avec un outil de détection de texte appelé Turnitin, qui a détecté que ces derniers avaient été générés par l'IA. Cependant, à la suite de la couverture médiatique et d'une enquête approfondie, les étudiants ont été innocentés,.
En avril 2023, l'Université de Cambridge et d'autres membres du réseau d'universités Russell Group au Royaume-Uni ont cessé d'utiliser l'outil de détection de texte généré par l'IA de Turnitin, après avoir exprimé leurs inquiétudes quant à son manque de fiabilité. L'Université du Texas à Austin a pris la même décision six mois plus tard.
En mai 2023, un professeur de la Texas A&M University–Commerce (en) a utilisé ChatGPT pour détecter si le contenu de ses étudiants avait été écrit par l'IA, ce à quoi ChatGPT a répondu oui. Pour cette raison, il a menacé de faire échouer toute la classe, alors que ChatGPT n’est pas en mesure de détecter des textes générée par l’IA. Aucun étudiant ne s'est vu refuser son diplôme à cause de cet évènement, et tous les étudiants, sauf un (qui a admis avoir utilisé l'IA) ont été exonérés des accusations d'avoir utilisé ChatGPT dans leur contenu.

## Anti-détection de texte
Il existe des logiciels conçus pour contourner la détection de textes générés par l'IA.
En août 2023, une étude a été menée par Taloni et al. à l'Université Magna Græcia et au Collège royal d'ophtalmologie, pour tester la détection de texte généré par l'IA. L'étude a testé un outil de détection d'IA appelé Originality.ai qui s'est révélé capable de détecter GPT-4 avec une précision moyenne de 91,3 %,.
Cependant, lorsque l'outil a été incorporé par un autre logiciel appelé Undetectable.ai, la précision de détection d'Originality.ai a chuté à une précision moyenne de 27,8 %,.
L'étude de Taloni et al. a analysé 20 résumés d'articles publiés dans le Eye Journal, qui ont ensuite été paraphrasés à l'aide de GPT-4.0. Les résumés paraphrasés par l'IA ont été examinés à l'aide de QueText pour vérifier le plagiat et de Originality.ai pour vérifier si le contenu avait été généré par l’IA. Les textes ont ensuite été traités à nouveau par un logiciel contradictoire appelé Undetectable.ai dans le but de réduire les scores de détection de l'IA,,.
Certains experts estiment également que des techniques telles que le filigrane numérique sont inefficaces, car elles peuvent être supprimées ou ajoutées pour déclencher des faux positifs.

## Détection d'images, de vidéos et d'audio
Il existe un certain nombre de logiciels qui affirment pouvoir détecter des images générées par l'IA (par exemple, celles qui proviennent de Midjourney ou DALL-E). Ils ne sont pas totalement fiables,.
D'autres prétendent pouvoir identifier les deepfakes vidéo et audio, mais cette technologie, elle aussi, n'est pas encore totalement fiable.
Malgré le débat autour de l'efficacité de l'utilisation du filigrane, Google DeepMind développe activement un logiciel de détection appelé SynthID, qui fonctionne en insérant un filigrane numérique invisible à l'œil humain dans les pixels d'une image,.